# Rowkarka

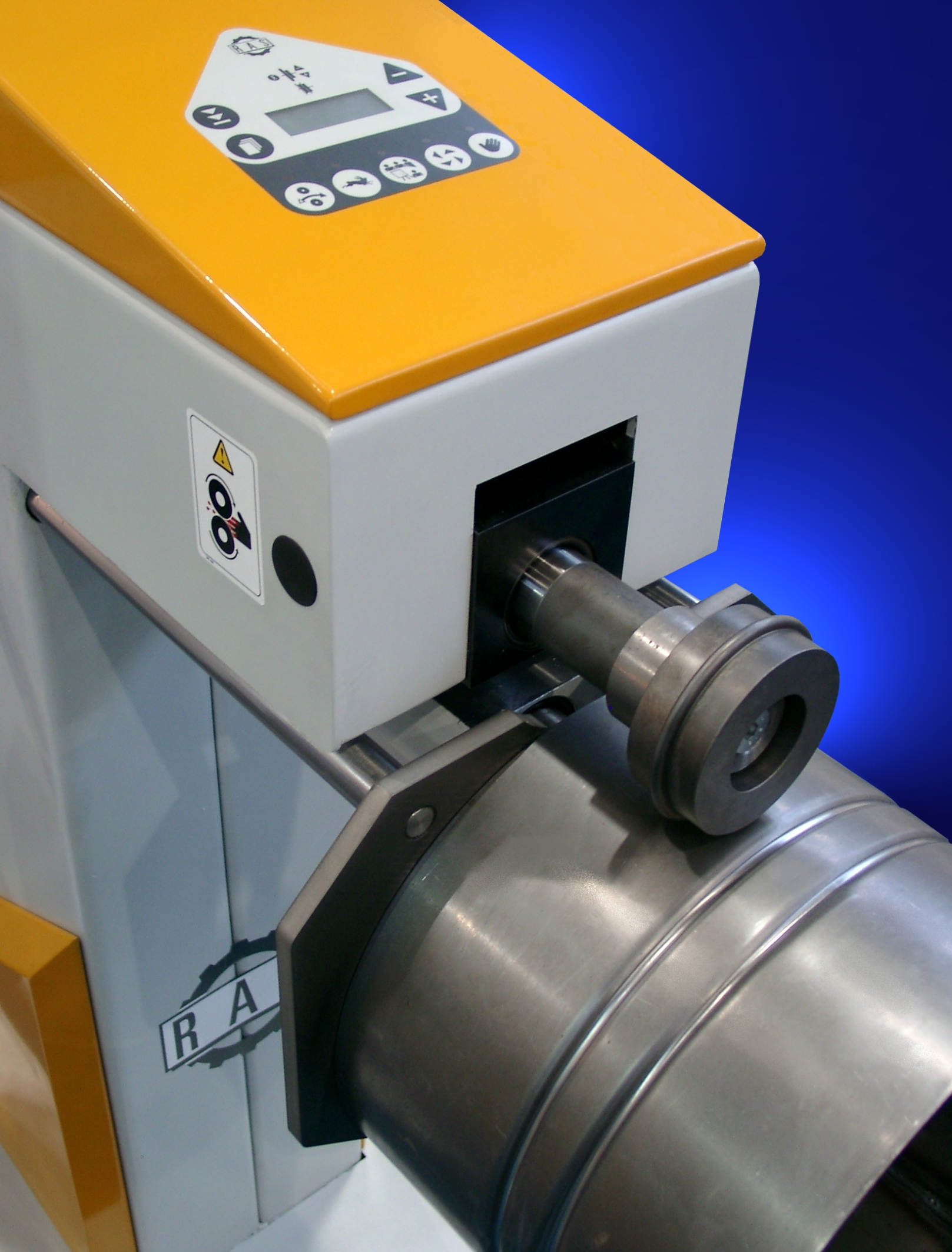
Wykonywanie rowków na rurze blaszanej

Rowkarka (lub: żłobiarka) to maszyna, rodzaj walcarki do prac blacharsko-dekarskich, wykonywanych techniką obróbki plastycznej na zimno. Spotykane nazwy żargonowe to: felcarka, zykówka, sickmaszyna (z niem. Sickenmaschine). Inne stosowane nazwy, wzięte od wykonywanych na żłobiarce prac to: wyoblarka, profilarka, falcarka.
Inne użycie tej nazwy jest niewłaściwe, pomimo że potocznie stosowane. Do wykonywania rowków w drewnie lub metalu służą frezarki lub strugarki.
W korpusie maszyny umieszczone są dwa obrotowe wały: dolny, zamocowany na stałe, oraz górny, zamocowany wahliwie, co pozwala na regulowanie nacisku narzędzi, zamocowanych na końcach wałów. Narzędziem stosowanym w tej maszynie są profilowane rolki, zwane potocznie kamieniami. W utrzymaniu właściwego położenia obrabianego materiału pomaga prowadnica. 
Rowkarki wykonywane są w wersji przenośnej lub stacjonarnej, stołowe lub stojakowe, napędzane ręcznie lub mechanicznie. Nowoczesne, ze sterowaniem elektronicznym, posiadają funkcję samouczenia.